# Liste der hanseatischen Gesandten in Österreich
Dies ist eine Liste der hanseatischen Gesandten in Österreich (1819–1865). 
Neben der Hamburgischen Residentur in Wien, die als Hanseatische Gesandtschaft am Wiener Hof diente, bestanden auch zeitweilig Konsulate in Triest (1833–1868) und Venedig (1843–1868).

## Gesandte
- 1674–1682: Tobias Sebastian Braun († 1682)
- 1682–1685: Arnold Knoop
- 1685–1689: Johann Dummer
- 1685–1711: Jobst Heinrich Koch († 1711)
- 1712–1728: Georg Ferdinand von Maul († 1728)
- 1729–1734: Andreas Gottlieb von Fabrice († 1766)
- 1734–1738: Johannes Richen (1706–1738)
- 1738–1742: Andreas Gottlieb von Fabrice († 1766)
- 1742–1744:
- 1744–1766: Andreas Gottlieb von Fabrice († 1766)
- 1766–1777: Joachim Gottlieb von Fabrice
- 1777–1795: Cornelius Dammers (1722–1795)
- 1796–1810: Johann Andreas Merck (1746–)

1810 bis 1819: Unterbrechung der diplomatischen Beziehungen
- 1819–1824: Vincent Rumpff (1789–1867)
- 1824–1839: Carl von Graffen (1793–1852) Geschäftsträger
- 1839–1848: Carl von Graffen (1793–1852)
- 1848–1853: Ludwig von Biegeleben (1812–1872) Geschäftsträger
- 1853–1865: Johann Gustav Heckscher (1797–1865)

1865: Auflösung der Gesandtschaft